# 日輪寺 (前橋市)
日輪寺（にちりんじ）は、群馬県前橋市日輪寺町の真言宗豊山派の寺院。
正式名は朝天山祈禱院日輪寺で、本尊は不動明王。

## 歴史
元亀2年（1571年）の銘のある「木版縁起」によれば、神亀3年（726年）川端邑朝日窪の池より一寸八分の閻浮檀金（えんぶだごん）の観世音菩薩像が発見され、一草堂を建立して安置したことに始まる。大同2年（807年）空海が立ち寄り十一面観音像を彫り、その胎内に観世音菩薩像は納められた。弘仁5年（811年）、空海の弟子の実恵和尚に開山させた。その後焼失と復興を繰り返し、永禄2年（1559年）の上杉謙信による厩橋城攻略の折の焼失から元亀元年（1570年）再興されたとする。
貞享元年（1684年）の『前橋風土記』、安永3年（1774年）の『上野国志』によれば大同年間の開創とされ、楼門を構えていた記述がある。

## 境内

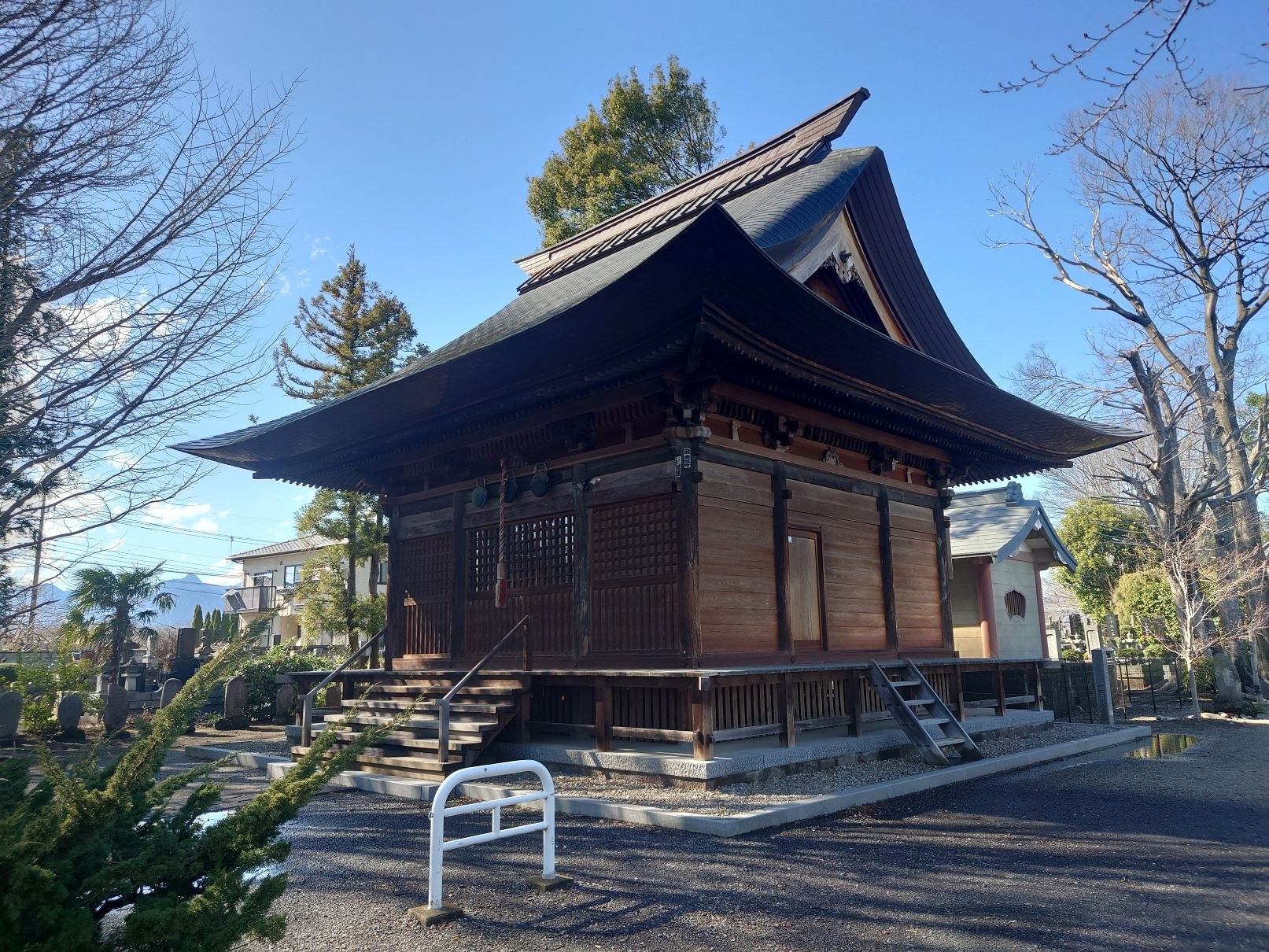
観音堂

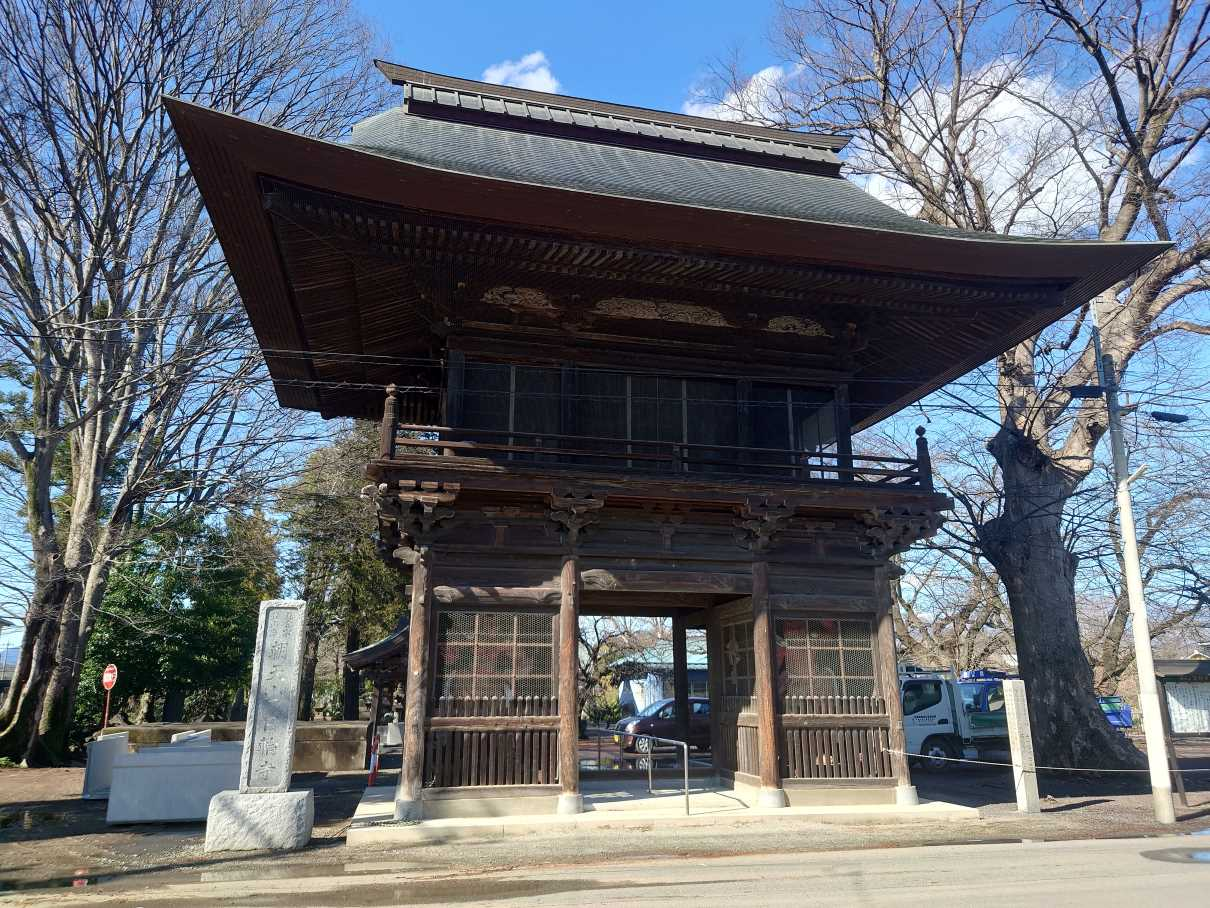
楼門

### 本堂
棟札によって明和7年（1770年）3月21日上棟と分かる。

### 観音堂
建築様式は禅宗様を基調とするが部分的に和様が混入する。桁行3間、梁間3間、入母屋造。16世紀後期の建築と推定。

### 楼門
建築様式は和様を基調とするが一部に禅宗様が混入する。文化元年（1804年）に再建のための募金を行った記録があり、建築手法からもその時期の建築と考えられる。

## 文化財

### 木造十一面観世音菩薩立像
桂材の一木造り、鉈彫で像高1.54メートル。裳裾の襞から平安時代後期の制作とみられるが、胸や腹の彫りの深さには弘仁仏の影響が見られる。群馬県指定重要文化財（昭和26年（1951年）6月19日指定）。

### 日輪寺寛永の絵馬
「奉寄進御□前□　寛永十七庚辰年四月吉日」の銘を持つ大絵馬。幅123.3センチメートル、中央部の高さ93.5センチメートル。この馬が夜ごとに抜け出し付近の田畑を荒らしたので手綱を以て繋ぎ留めたとの伝説がある。前橋市指定重要文化財（昭和49年（1974年）8月26日指定）。